# Kościół Podwyższenia Krzyża Świętego w Janowie
Kościół Podwyższenia Krzyża Świętego w Janowie (białorus. Касцёл Узвышэння Святога Крыжа ў Іванаве) – rzymskokatolicka świątynia w Janowie na Białorusi. 16 maja 2013 decyzją biskupa pińskiego Antoniego Dziemianko kościołowi nadano tytuł sanktuarium św. Andrzeja Boboli, który został zamordowany w Janowie Poleskim. 

## Historia
Kościół pochodzi z 1842 lub 1848 i został ufundowany przez miejscowego proboszcza ks. Franciszka Pallulona. W 1852 r. został konsekrowany przez biskupa wileńskiego Wacława Żylińskiego.  
Proboszcz był osobistym przyjacielem cara Mikołaja I i otrzymał od monarchy obraz św. Katarzyny, który do II wojny światowej znajdował się w bocznym ołtarzu świątyni. W ołtarzu głównym znajdował się obraz Matki Bożej z Dzieciątkiem, który po zamknięciu kościoła przeniesiono do cerkwi Opieki Matki Bożej, gdzie znajduje się do dziś. 
W 1899 r. budynek został odnowiony dzięki datkom parafian. 
W 1948 kościół został znacjonalizowany przez Sowietów i zamknięty. W kolejnych latach służył jako magazyn zbożowy, a następnie dom kultury. Zburzono kapliczkę św. Andrzeja Boboli. 
W 1994 r. kościół został zwrócony w stanie ruiny i w latach 1995-2000 wyremontowany przez wiernych. Zbudowano ceglane ogrodzenie z bramą i trójpoziomowymi wieżyczkami na rogach.

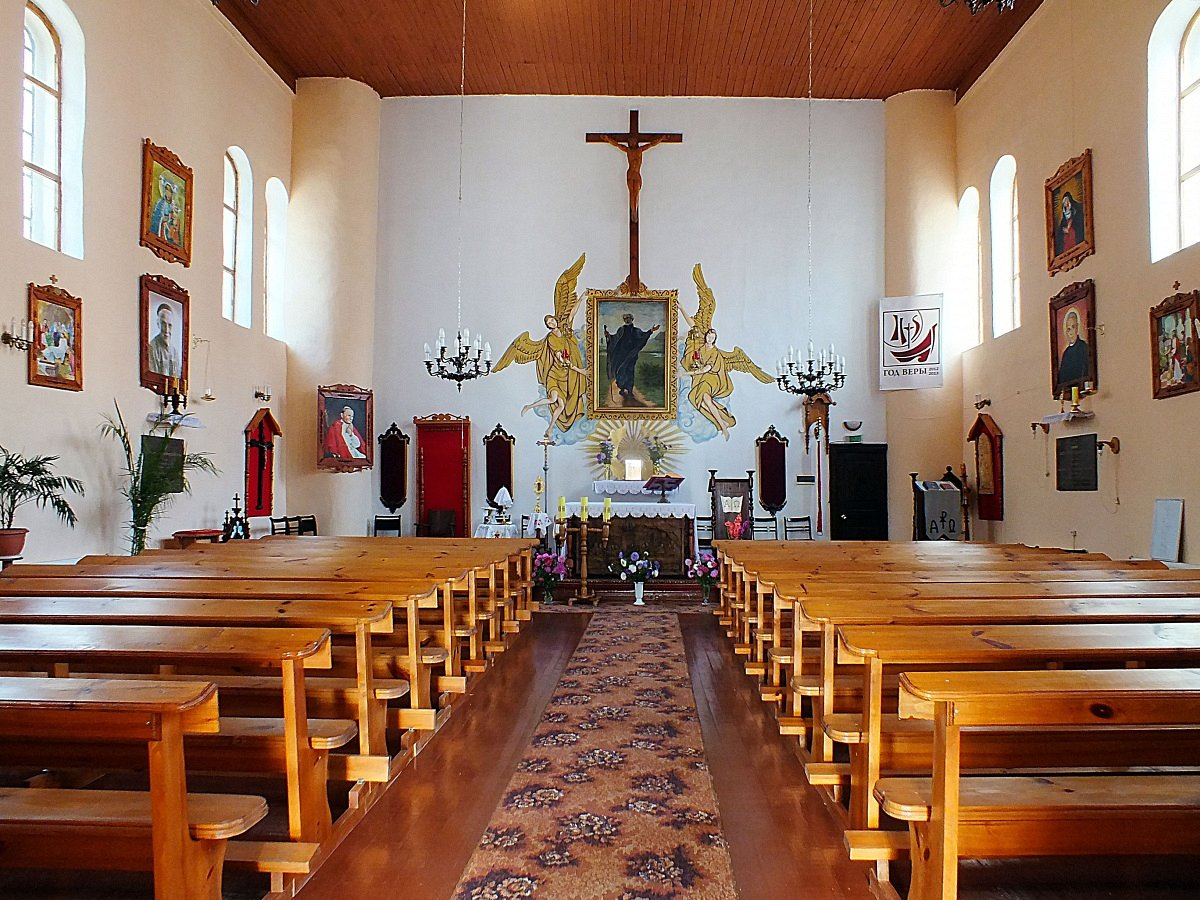
Wnętrze kościoła

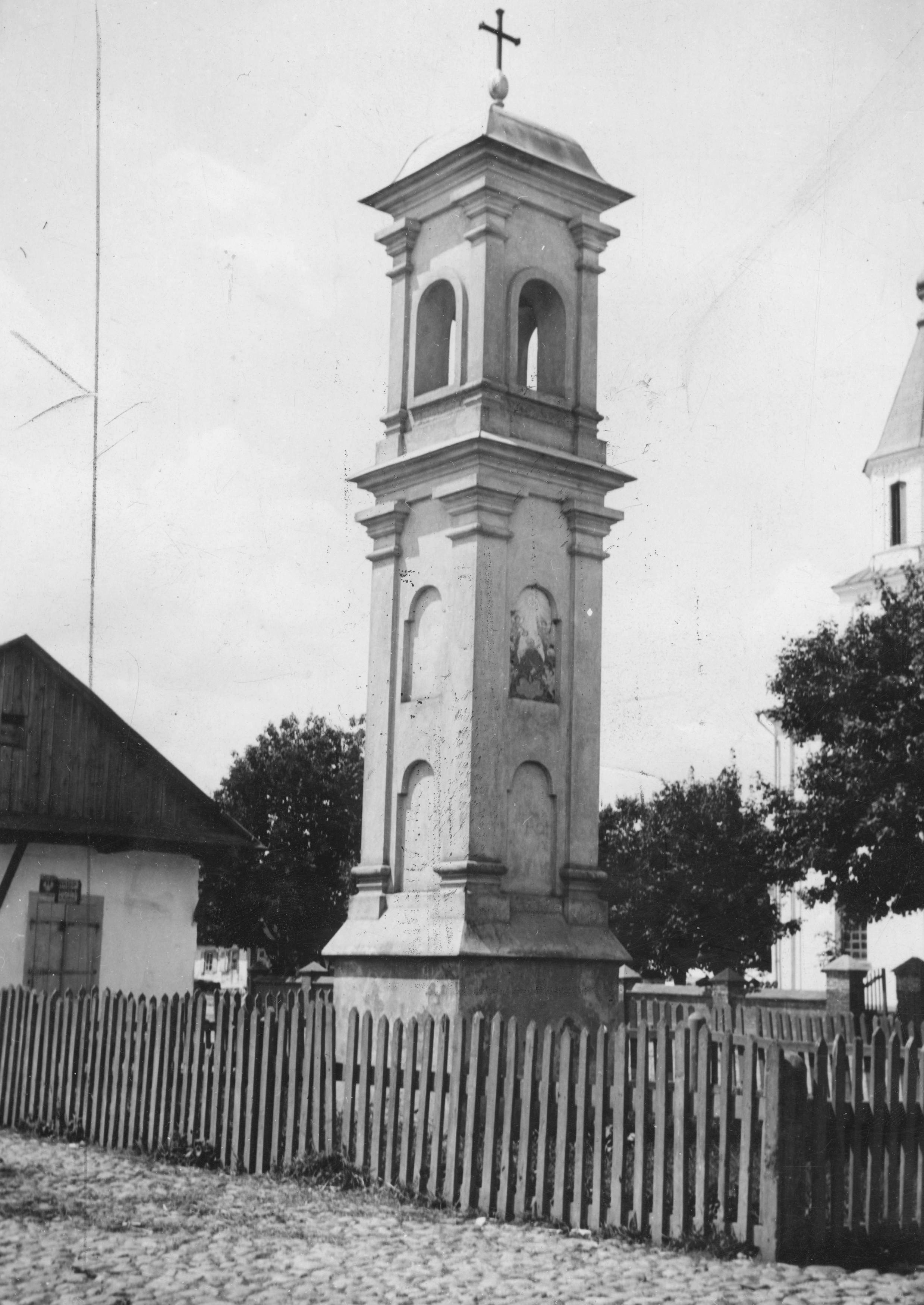
Kapliczka ustawiona w miejscu śmierci św. Andrzeja Boboli na rynku w Janowie, zburzona przez Sowietów po 1939 r.

## Architektura
Budynek zbudowano na planie prostokąta (22,5 m x 12,5 m), z apsydą i dwiema zakrystiami. Główne wejście akcentuje dwukolumnowy portal z arkadową lukarną. Fasadę wieńczy schodkowy szczyt z prostokątnymi płycinami. Elewacje zdobią pilastry i gzyms kostkowy. W centrum ołtarza głównego znajduje się odnaleziony kilka lat temu w podziemiach pińskiej katedry drewniany krzyż z 1871 roku, wyrzeźbiony przez Napoleona Ordę, z figurą Chrystusa dłuta jego siostrzenicy, Heleny Skirmuntt. Świątynię otacza nowe ogrodzenie z czerwonej cegły, z kaplicami w narożach.

## Galeria

Galeria
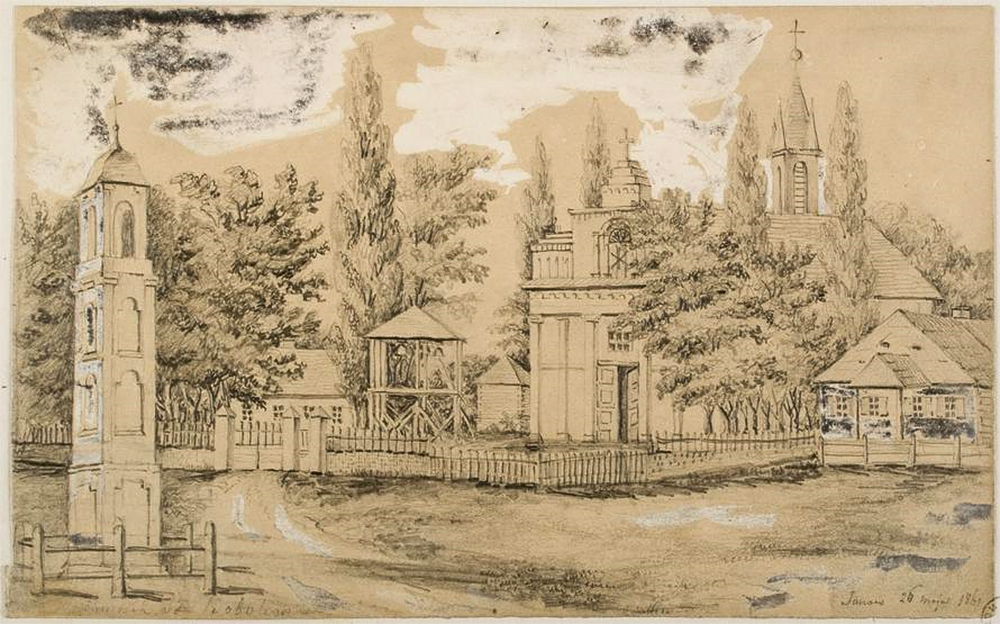
Kościół na rysunku Napoleona Ordy z 1861 r.
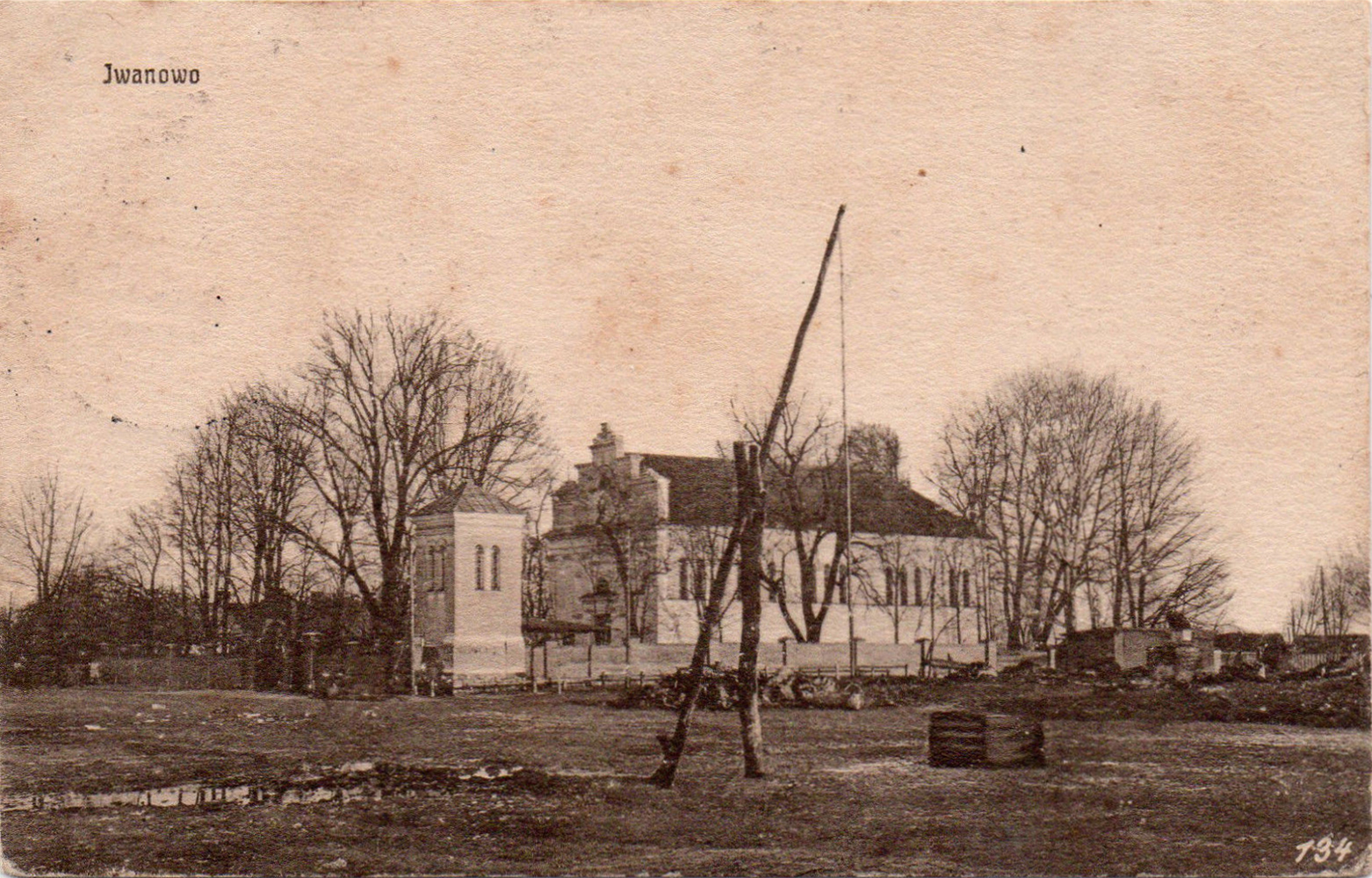
Kościół w 1916 r.
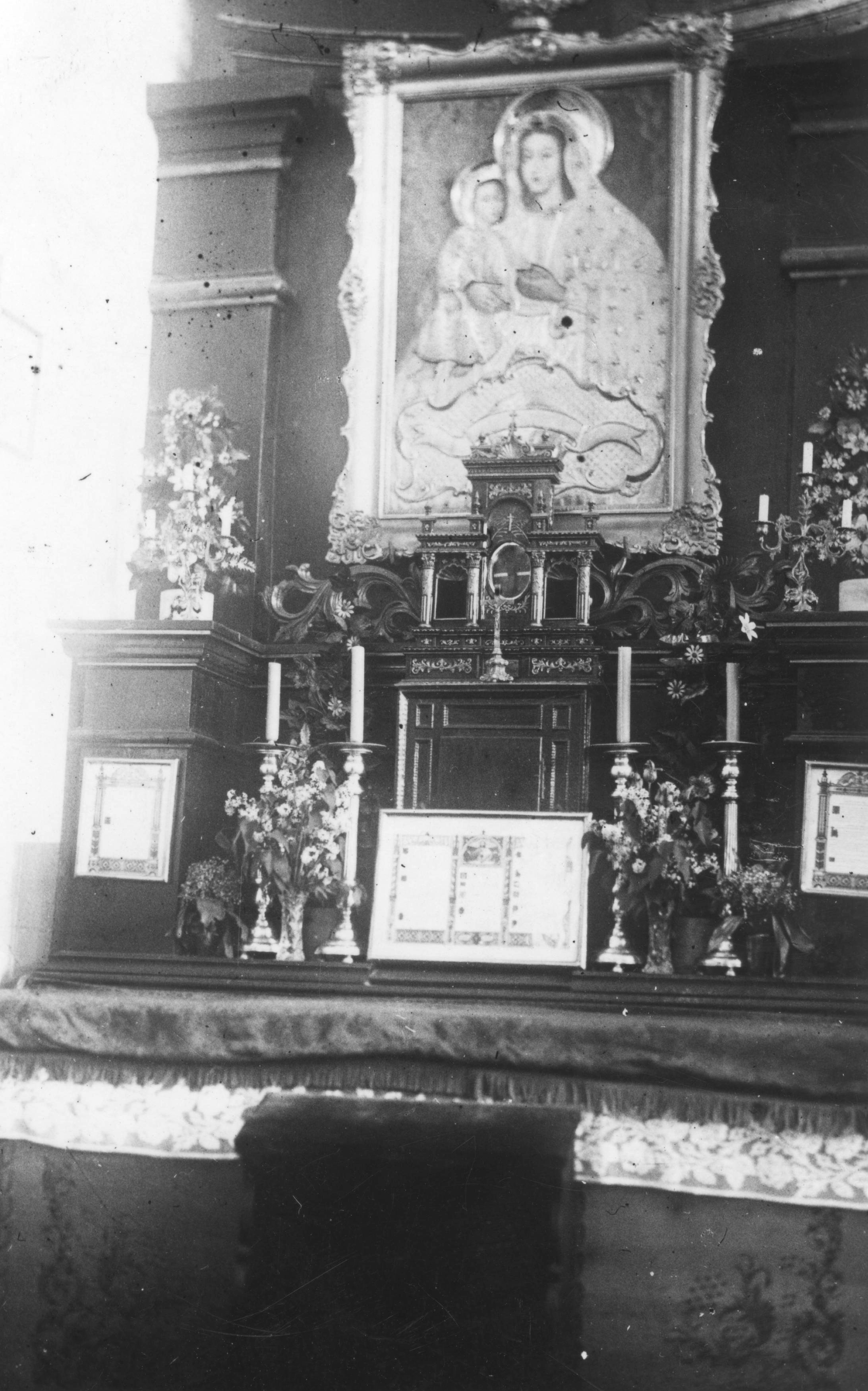
Ołtarz z relikwiami św. Andrzeja Boboli przed 1939 r.